# Liste der Monuments historiques in Deinvillers
Die Liste der Monuments historiques in Deinvillers führt die Monuments historiques in der französischen Gemeinde Deinvillers auf.

## Liste der Objekte
| Bezeichnung | Beschreibung          | Standort                    | Kennzeichnung | Schutzstatus | Datum | Bild |
| ----------- | --------------------- | --------------------------- | ------------- | ------------ | ----- | ---- |
| Glocke      | Bronze, 1760 gegossen | in der Kirche St-Dié (Lage) | PM88000225    | Classé       | 1921  |      |